# Squamidium diversicoma
Squamidium diversicoma är en bladmossart som beskrevs av Brotherus 1906. Squamidium diversicoma ingår i släktet Squamidium och familjen Meteoriaceae. Inga underarter finns listade i Catalogue of Life.